# Bräutigams

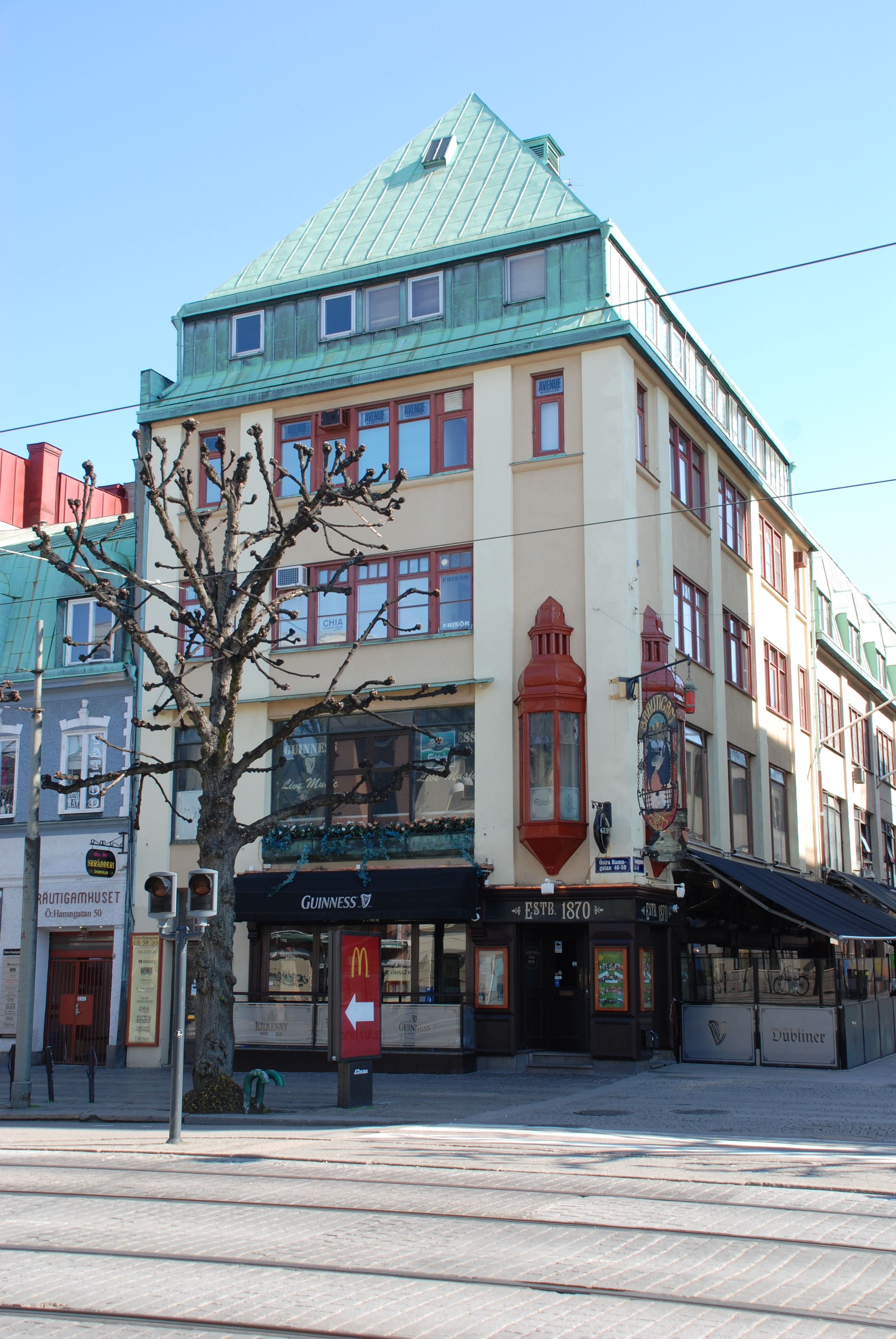
Bräutigamhuset vid hörnet Östra Hamngatan 50 och Kungsgatan 54.

Bräutigams var ett konditori i Göteborg som grundades 1870 av Emil Bräutigam och som så småningom förlades till en fastighet i hörnet av Östra Hamngatan 50 B och Kungsgatan 54. Konditoriet utgjorde mötesplats för Göteborgs societet under första halvan av 1900-talet. Konditoriet stängdes 1993 men företaget drivs vidare med tillverkning och försäljning utan serveringsinslag.
Företagets motto var under många år "Endast det bästa för kunderna", och år 1911 blev Bräutigams Kunglig hovleverantör.

## Historia
Emil Bräutigam emigrerade från Thüringen i Tyskland, hamnade i Göteborg och startade ett litet sockerbageri på Skolgatan 18 i Haga. Dessförinnan bedrev han även småskalig helgförsäljning av kola på Göteborgs gator och torg. År 1881 flyttade företaget från Skolgatan till Trädgårdsgatan 1, 1887 till Vallgatan 30 och 1897 till Östra Hamngatan 37. Fram till Emil Bräutigams bortgång 1910 drevs konditoriet som ett familjeföretag tillsammans med hans barn. År 1905 övertogs rörelsen av sonen Carl Bräutigam, som samma år också började med Gustav Adolfsbakelsen.[källa behövs]

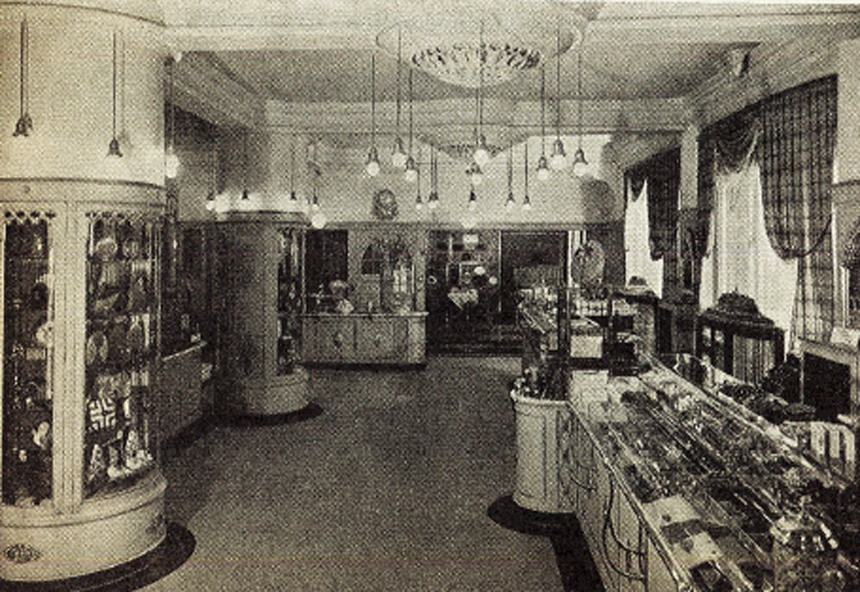
Bräutigams försäljningslokal ritad 1917 av Otto Schulz. Fotografi från 1939.

År 1917 flyttade rörelsen in i fastigheten på hörnet av Östra Hamngatan 50 B och Kungsgatan 54 efter att hela huset hade inköpts 1916, byggts om och förstärkts så att de skulle klara vikten från de tunga ugnarna på tredje våningen. Byggnaden var uppförd 1911-1912, ritad av arkitekten Arvid Bjerke och huset hyste fram till 1916 varuhuset Skandia som öppnats 1913. Ombyggnaden ritades av Louis Enders (1855–1942) och utfördes av F O Peterson & Söner. Det prestigefyllda uppdraget att rita inredningen till den nya lokalen gick till formgivaren Otto Schulz, vilket var hans första stora inredningsuppdrag.
Carl Bräutigam bedrev verksamheten fram till sin död 1933. Hans son Carl-Gustaf Bräutigam tog därefter över och år 1942 sysselsatte Bräutigams 80 personer i 21 lokaler på 1 750 kvadratmeter lokalyta. Efter Carl-Gustaf Bräutigam övertogs verksamhet av dennes son Jan Bräutigam 1972.
Fram till den 15 januari 1993 var konditorirörelsen inhyst i hörnhuset på Östra Hamngatan då verksamheten lades ner. Samma år övertogs lokalerna av den irländska puben The Dubliner. Numera inhyses The Auld Dubliner och The Irish Coffehouse i de gamla konditorilokalerna.
Från 1955 arbetade Harry Persson som huspianist på Bräutigams konditori, ända fram till att verksamheten stängdes 1993. Ibland togs hans plats även av brodern, Rune "Sonny" Persson. 
Idag driver Bräutigams femte generationen, Peter, "Bräutigams marsipan och konfektyr" med tillverkning av marsipan.